# Front Line Assembly
Front Line Assembly (FLA), ook wel Frontline Assembly, is een Canadese elektro-industrial band uit Vancouver opgericht in 1986 door Bill Leeb and Michael Balch nadat Leeb vertrok bij Skinny Puppy.

## Begin
De geschiedenis van Front Line Assembly start op het moment dat Bill Leeb onder omstreden omstandigheden moet stoppen bij Skinny Puppy. De naam zou geïnspireerd zijn door de Belgische EBM-pioniers van Front 242.
Geïnspireerd door de muziek van DAF, Portion Control, SPK en Liaisons Dangereuses, riep Bill Leeb Front Line Assembly in het leven. Na twee zelf uitgebrachte democassettes (Total Terror en Nerve War - beide 1986),verschijnt in 1987 het eerste album The Initial Command. Tegelijkertijd kwam Michael Balch bij de Band. Bij enkele stukken was ook Rhys Fulber betrokken. In 1988 verschijnt het vervolgalbum State of Mind.

## Doorbraak
Met het album Gashed Senses & Crossfire (1989) wordt FLA harder en succesvoller. Micheal stopt als bandlid en Rhys, die al eerder meewerkte, wordt nu volwaardig bandlid. Daar waar de volgende plaat Caustic Grip (1990) nog veel op de voorganger lijkt, komt in 1992 Tactical Neural Implant dat tot nu toe wordt gezien als het meesterwerk van FLA.
De single Mindphaser wordt door MTV als "Independent-Video of the Year" 1992 gekozen. De video is gebaseerd op de Japanse film "Gunhed".
Het label Roadrunner Records wordt het nieuwe label van FLA en met Millennium (1994) slaat FLA de weg in van de rockmuziek. De harde gitaren van Devin Townsend en Don Harrison domineren de sound. Op het volgende album Hard Wired worden de gitaren weer in de ban gedaan. Na de wereldtournee in 1996 verlaten Rhys en Chris Peterson (die ondertussen de band versterkt heeft) de band.

## Verandering
Met Chris komt een compleet nieuw geluid, zonder de gitaren en meer Drum'n Bass. Er verschijnt een nieuw Album Flavour of the Weak (1997) gevolgd door Implode (1999)
Na een rampzalige tournee in 2002 lijkt het einde van de band te zij gekomen. Het rommelt binnen de band. Maar na door de buitenwacht voor dood verklaard te zijn verschijnt er in 2003 de single Maniacal met de oude maar toch weer nieuwe muzikant Rhys Fulber. In 2004 verschijnt een nieuw album (Civilization). Velen verwachtten dat dit het laatste album van FLA was.
In 2006 komt er toch een vervolgalbum, namelijk Artificial Soldier. De band heeft zich ondertussen versterkt met de teruggekeerde Chris Peterson, wat betekent dat Front Line Assembly toch nog niet overleden is.
In 2007 komt via Metropolis het FLA remix album Fallout. Hierop staan drie nieuwe nummers ("Electric Dreams", "Unconscious" and "Armageddon") en negen remixes door onder andere Combichrist, Covenant, Portion Control, Sebastian R. Komor (Zombie Girl/Icon of Coil), Rhys Fulber. In 2007 gaat de band weer uitgebreid op toer in Noord-Amerika en Europa

## Discografie

### Albums
- 1987 · The Initial Command
- 1988 · State of Mind
- 1989 · Gashed Senses & Crossfire
- 1990 · Caustic Grip
- 1992 · Tactical Neural Implant
- 1994 · Millennium
- 1995 · Hard Wired
- 1997 · FLAvour of the Weak[bron?]
- 1999 · Implode
- 2001 · Epitaph
- 2004 · Civilization
- 2006 · Artificial Soldier
- 2007 · Fallout

### Compilaties en livealbums
- 1988 · Convergence
- 1989 · Live
- 1995 · Corroded Disorder
- 1996 · The Remix Wars: Strike 2
- 1996 · Live Wired
- 1997 · Reclamation
- 1998 · Re-Wind
- 1998 · The Singles: Four Fit
- 1998 · Monument
- 1999 · Explosion

### Singles en ep's
- 1988 · Corrosion
- 1988 · Disorder
- 1989 · Digital Tension Dementia
- 1989 · No Limit
- 1990 · Iceolate
- 1990 · Provision
- 1991 · Virus
- 1992 · Mindphaser
- 1992 · The Blade
- 1994 · Millennium
- 1994 · Surface Patterns
- 1995 · Circuitry
- 1996 · Plasticity
- 1997 · Colombian Necktie
- 1998 · Comatose
- 1999 · Prophecy
- 1999 · Fatalist
- 2001 · Everything Must Perish
- 2003 · Maniacal
- 2004 · Vanished

## Nevenprojecten
- Delerium
- Synaesthesia
- Noise Unit
- Cyberaktif
- Intermix
- Equinox
- Pro-tech
- Will
- Conjure One
- Fauxliage
- Mutual Mortuary
- Blackland
- Decree